# 白山市立明光小学校

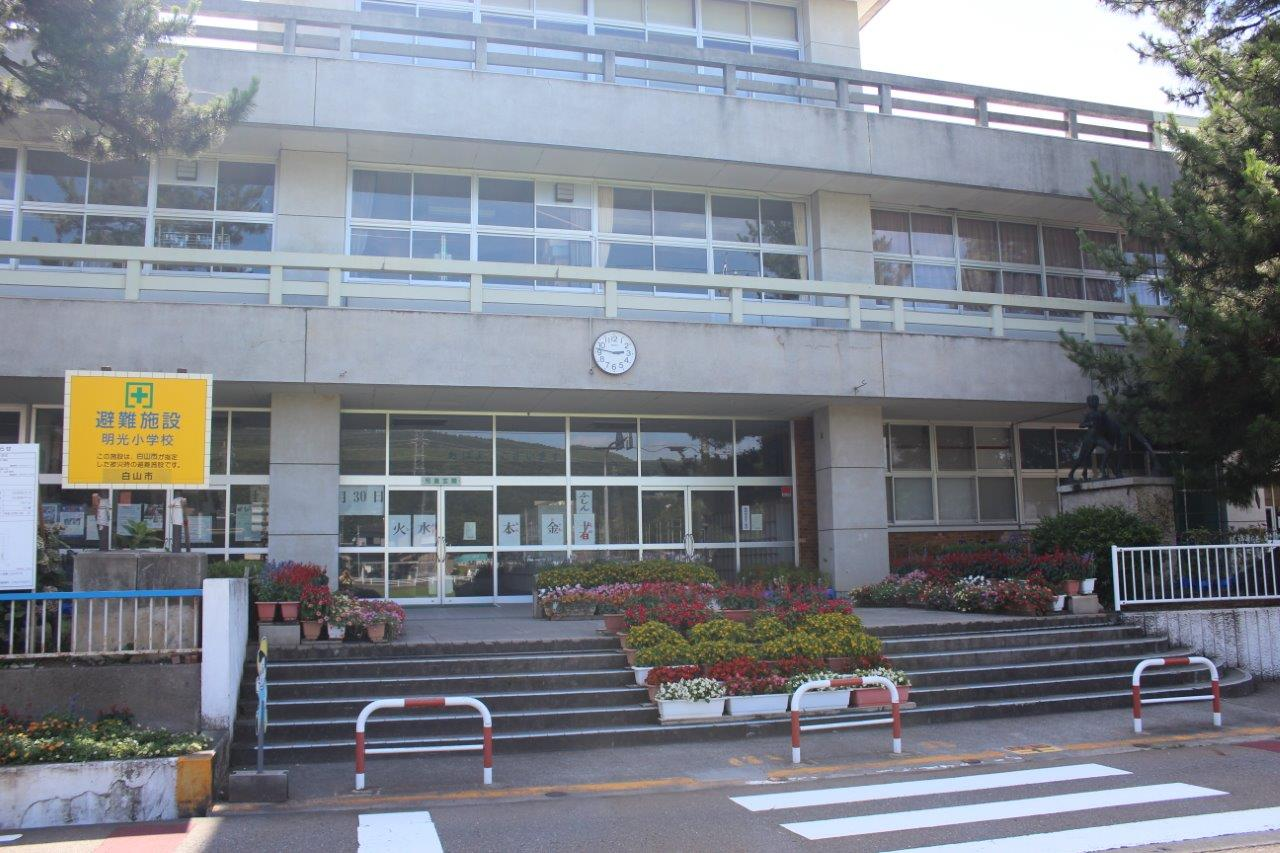
児童玄関（旧校舎）

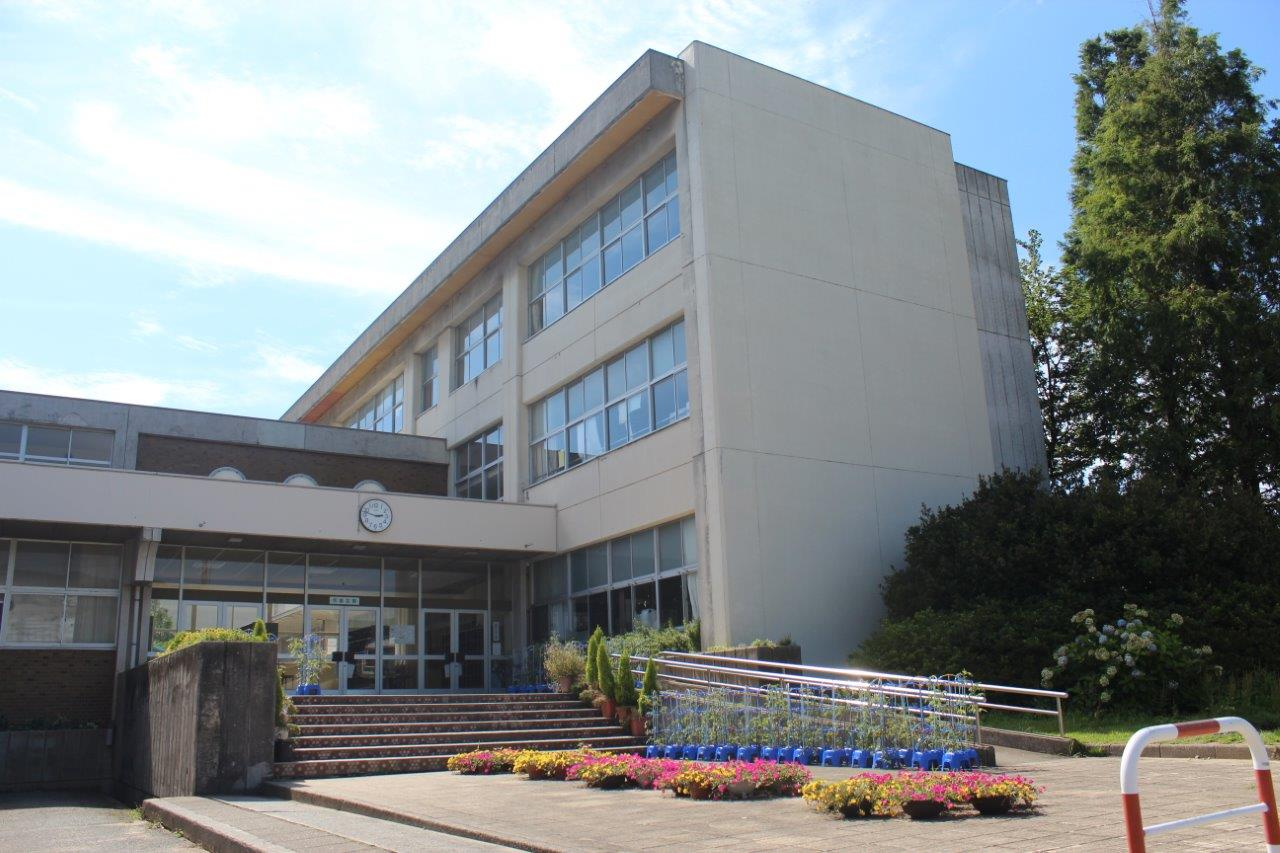
児童玄関（新校舎）

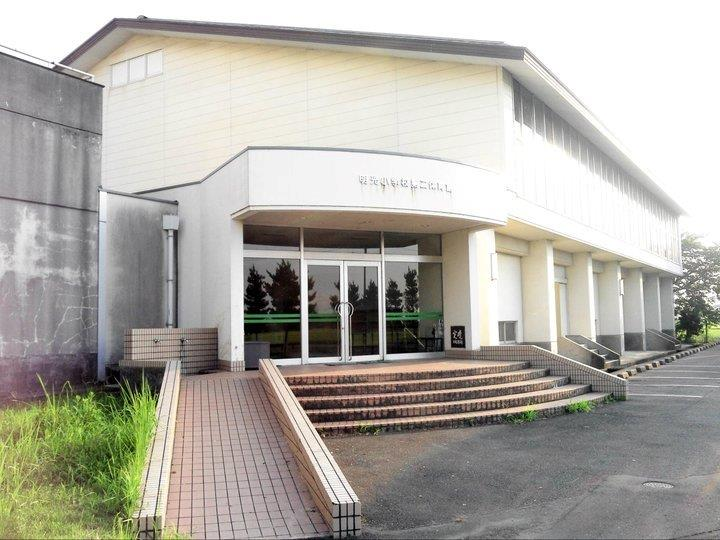
第2体育館

白山市立明光小学校（はくさんしりつ めいこうしょうがっこう）は、石川県白山市にある公立小学校。

## 概要
旧鶴来町の小学校統廃合時に、林・舘畑・蔵山の各地区のほぼ中心となる位置に建設された。また、1966年（昭和41年）に完成した校舎およびグランドは、先行して建設が進められていた朝日小学校のグランドの造成時に発生した残土17,000立方メートルを利用し、グランドとなる部分には孟宗竹を埋めて、めくら暗渠（排水渠）が作られている。
　
校舎は1966年（昭和41年）4月の完成当初からの旧校舎、1976年（昭和51年）9月に完成の新校舎、1991年（平成3年）9月に完成の第2体育館からなるが、校舎の老朽化に伴い第2体育館を除く大部分で建替え整備が2012年（平成24年）より2015年（平成27年）夏頃に完成の計画で着手されている。なお、移転を伴わない建替えであるためグランドが新たに校地北側に用地買収の上で整備され、校地が1966年（昭和41年）4月の旧校舎完成当初に比べ2倍近く広くなることとなる。

### 校名の由来
校名は公募により決定した。1965年（昭和40年）6月26日号の「広報つるぎ」の紙面において南・北の両校名の募集が告知され（締切りは7月末）、当初は8月上旬に決定される予定だったが難航し、11月3日になってようやく「明光小学校」に決定した。町内外からは314校名572点の応募があり、北小学校への応募分としては該当校名がなかったために「光」「太光」「明徳」「明星」「明伸」「明浄」を準入選とし、これらから「明光」が誕生した。
なお、朝日小学校の場合は朝日町の方が先（1960年）に誕生していたが、明光団地（明光1丁目）は明光小学校の決定までは勤労者住宅団地の呼称であり、校名決定後に直ちに明光団地と改められた（1～4丁目表記になったのは1978年（昭和53年）4月から）。

## 沿革
林地区
- 1873年（明治6年）9月 - 七原小学校開設[7][8]。
- 1885年（明治18年）2月 - 道法寺小学校開設[8]。
- 1892年（明治25年）4月 - 林小学校と改称[8]。
- 1941年（昭和16年）4月 - 「国民学校令」の公布により、林国民学校と改称[8]。
- 1947年（昭和22年）4月 - 林村立林小学校と改称[8]。
- 1954年（昭和29年）
  - 11月1日 - 石川郡鶴来町、林村、舘畑村、蔵山村、一ノ宮村の町村合併に伴い、鶴来町立林小学校と改称[8]。
  - 12月 - 児童玄関前に町村合併による鶴来町の誕生を記念して枝権兵衛像を設置[8]。
- 1963年（昭和38年）
  - 4月1日 - 林、舘畑、蔵山の各小学校を統合し、鶴来町立北小学校を設立[8]。
- 1966年（昭和41年）
  - 3月13日 - 閉校式を挙行[8][9]。

舘畑地区
- 1873年（明治6年）9月 - 七原村落小学校開設[8]。
- 1873年（明治6年）9月 - 日向村落小学校創立[8]。
- 1875年（明治8年）5月 - 安養寺小学校創立[8]。
- 1908年（明治41年）4月 - 合併により舘畑尋常小学校創立[8]。
- 1941年（昭和16年）4月 - 「国民学校令」の公布により、舘畑国民学校と改称[8]。
- 1947年（昭和22年）4月 - 舘畑村立舘畑小学校と改称[8]。
- 1954年（昭和29年）
  - 11月1日 - 石川郡鶴来町、林村、舘畑村、蔵山村、一ノ宮村の町村合併に伴い、鶴来町立舘畑小学校と改称[8]。
- 1963年（昭和38年）
  - 4月1日 - 林、舘畑、蔵山の各小学校を統合し、鶴来町立北小学校を設立[8]。
- 1966年（昭和41年）
  - 3月17日 - 最後の卒業式を挙行（舘畑小学校では卒業式が併設の舘畑中学校と合同で行われていた）[8][9]。
  - 3月18日～19日 - 給食備品運搬[8][9]。
  - 3月20日 - 校下お別れ会を開催[8][9]。
  - 3月21日 - 学校備品運搬（この日は同じく閉校となる舘畑中学校においても鶴来中学校への学校備品運搬が行われる）[8][9]。

蔵山地区
- 1875年（明治8年）
  - 4月 - 明島小学校創設[8]。
  - 4月 - 小柳小学校創設[8]。
- 1912年（明治45年）4月 - 合併し蔵山尋常小学校創立[8]。
- 1941年（昭和16年）4月 - 「国民学校令」の公布により、蔵山国民学校と改称[8]。
- 1947年（昭和22年）4月 - 蔵山村立蔵山小学校と改称[8]。
- 1954年（昭和29年）
  - 11月1日 - 石川郡鶴来町、林村、舘畑村、蔵山村、一ノ宮村の町村合併に伴い、鶴来町立蔵山小学校と改称[8]。
- 1963年（昭和38年）
  - 4月1日 - 林、舘畑、蔵山の各小学校を統合し、鶴来町立北小学校を設立[8]。
蔵山小学校は北小学校蔵山教場となる。なお、運動会などの学校行事等は合同で行われることはなく、各教場でそれぞれ行われた。
- 1966年（昭和41年）
  - 3月18日～19日 - 給食備品運搬[8][9]。
  - 3月20日 - 校下お別れ会を開催[8][9]。
  - 3月21日 - 学校備品運搬[8][9]。
  - 3月24日 - 閉校式を挙行[8][9]。

統合後（一部、統合前）
- 1964年（昭和39年）

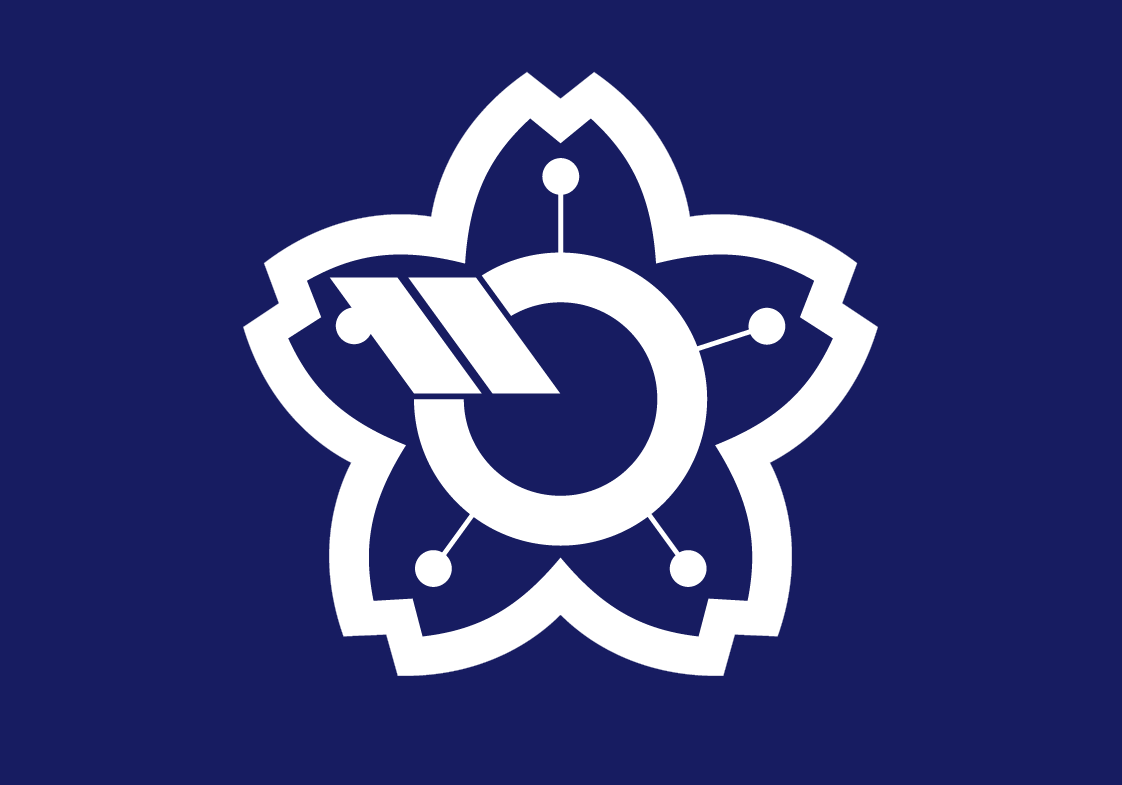
旧校章
校歌の3番に「誇りあれ 校章さくら」とある。桜の花の中に鶴来町章を入れた意匠。白山市立になるまでは朝日・広陽両小も同じ校章を使っていた

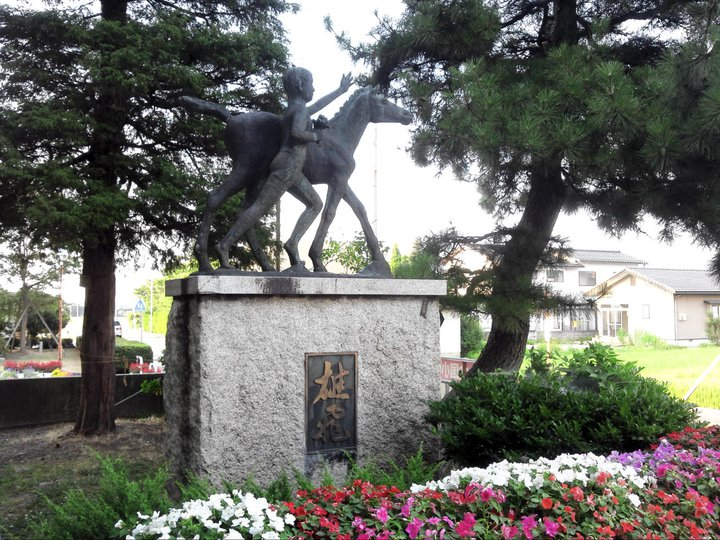
創立10周年記念事業・雄飛の銅像
（2011年8月 撮影）

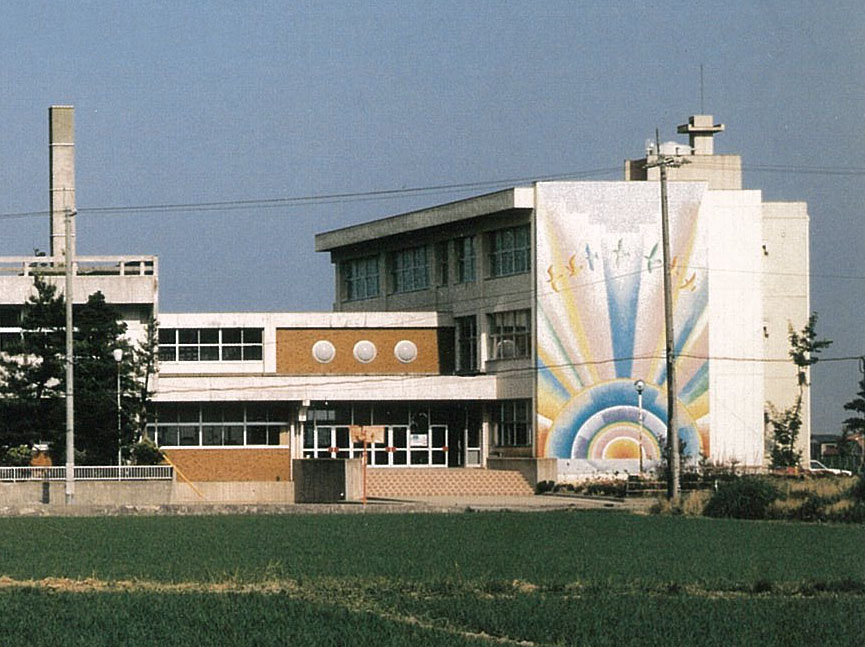
明光小のテーマウォール
1976年8月完成（1986年5月 撮影）

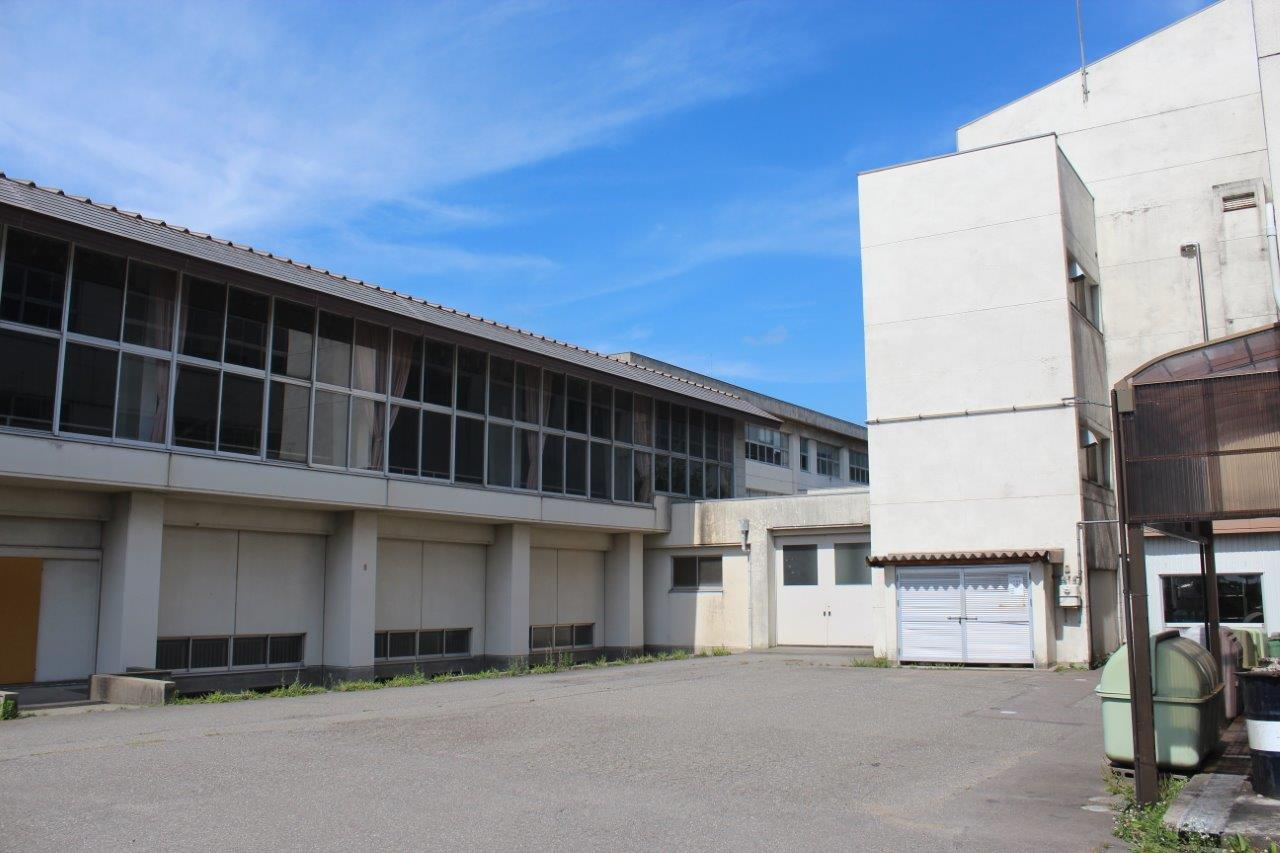
旧校舎と第2体育館を結ぶ渡り廊下
（写真奥が新校舎の3階部分）

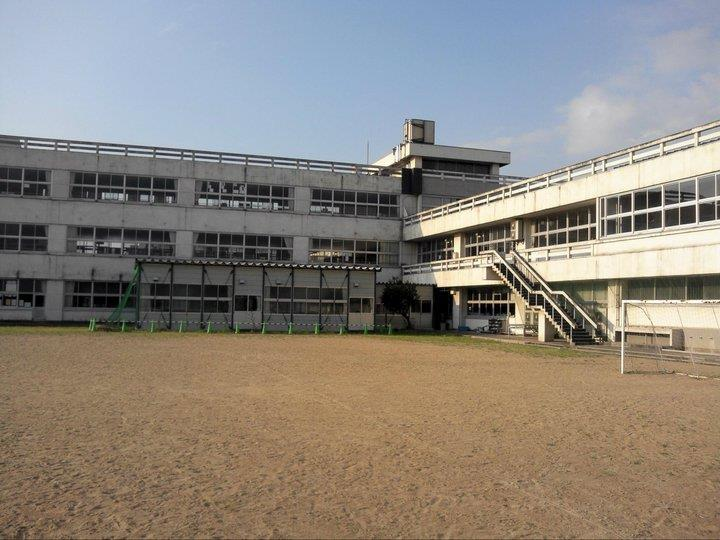
平成のプレハブ校舎
（算数教室）

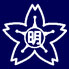
新校章
市制にともないデザイン変更。中央の漢字は朝日が「朝」広陽が「広」になっている

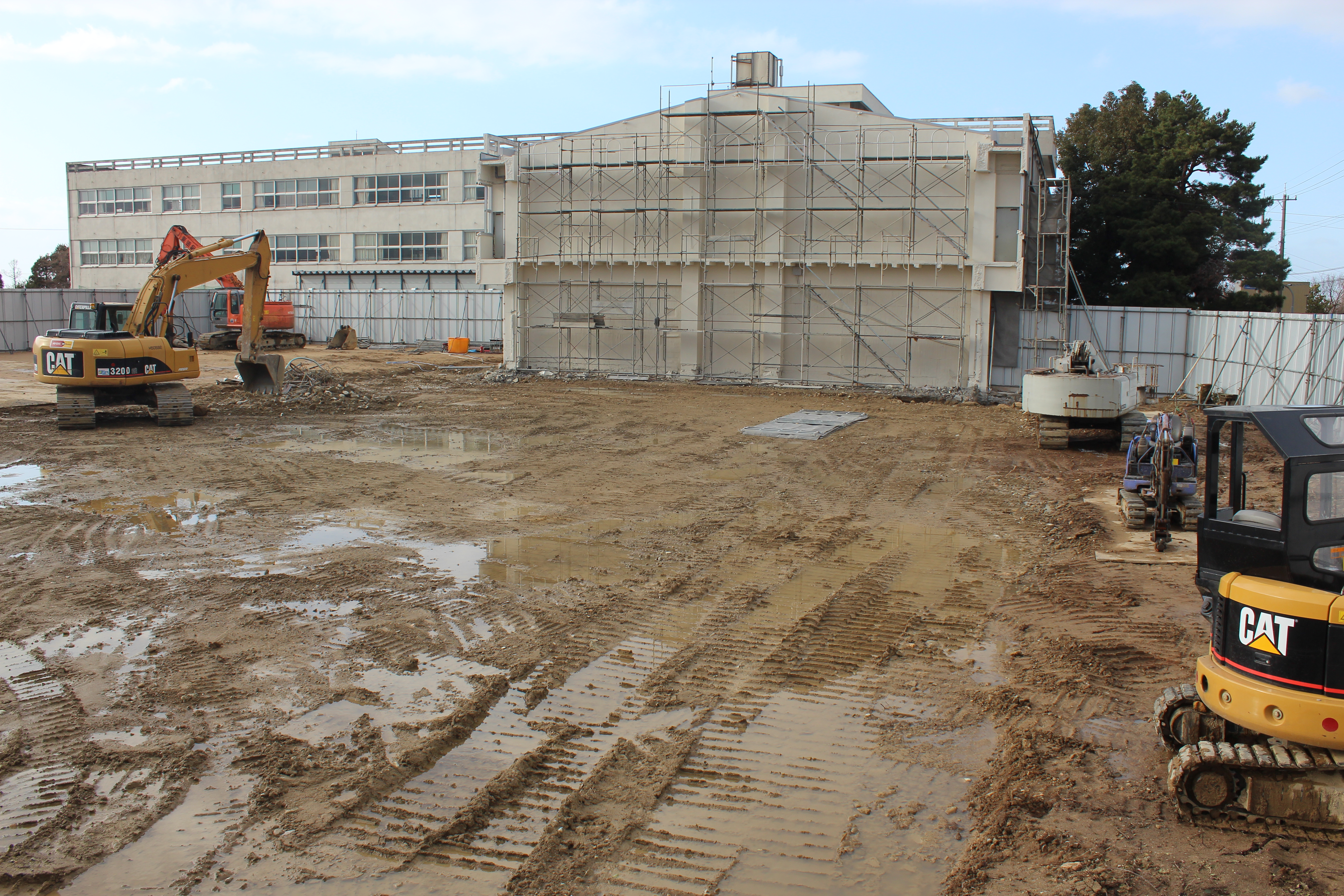
旧体育館の解体
（2013年3月 撮影）

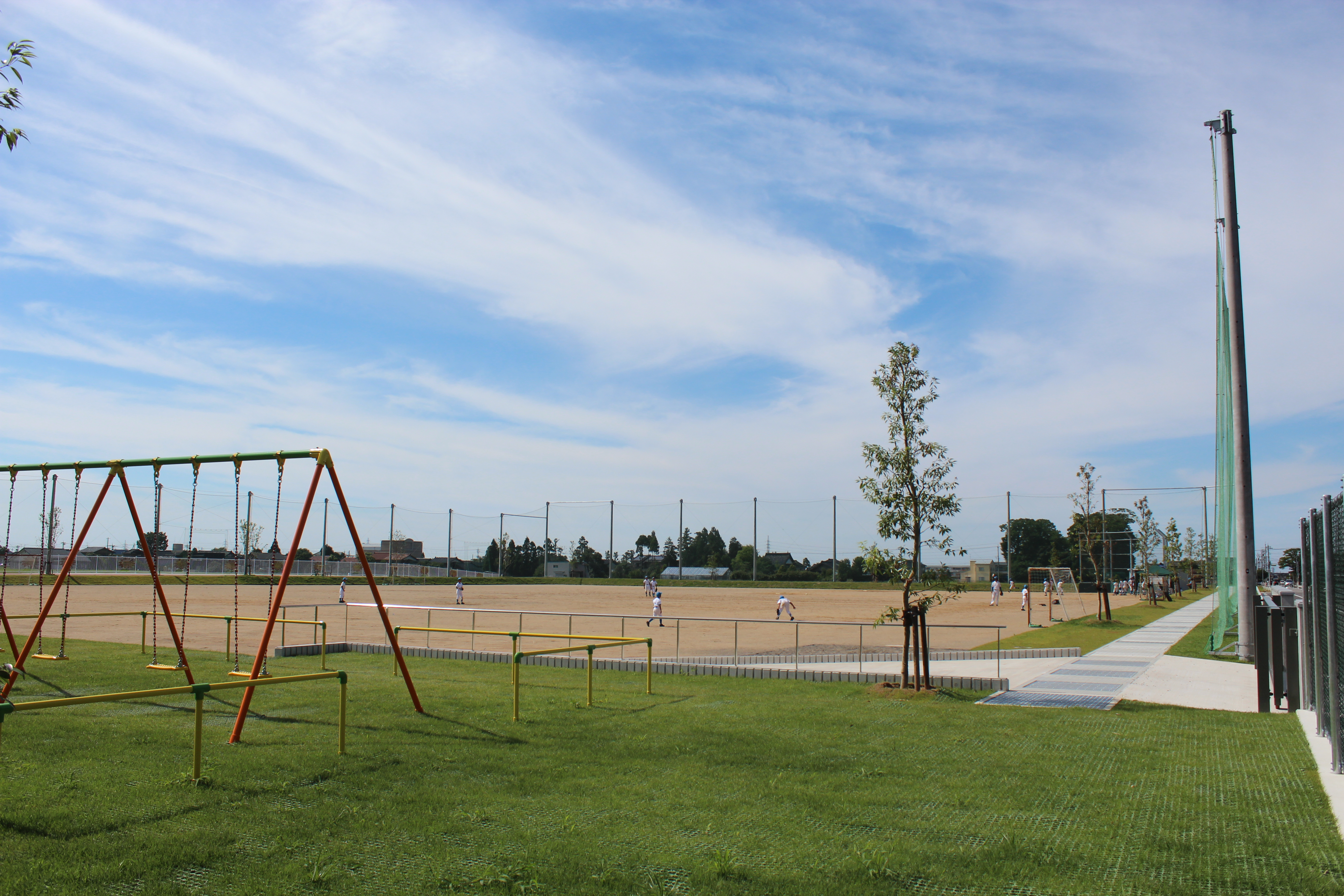
新グラウンド
（2013年7月 撮影）

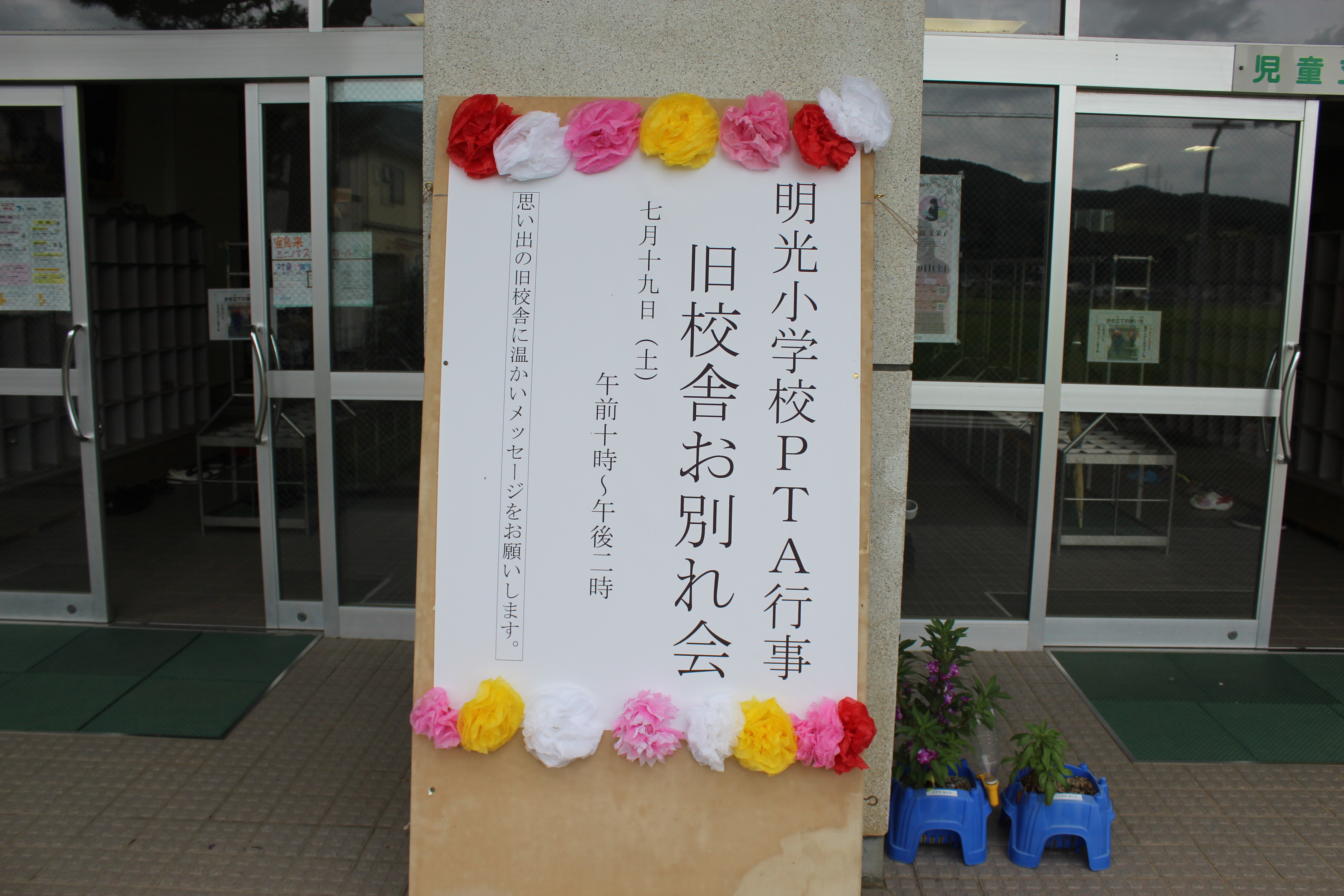
旧校舎お別れ会
（2014年7月 撮影）

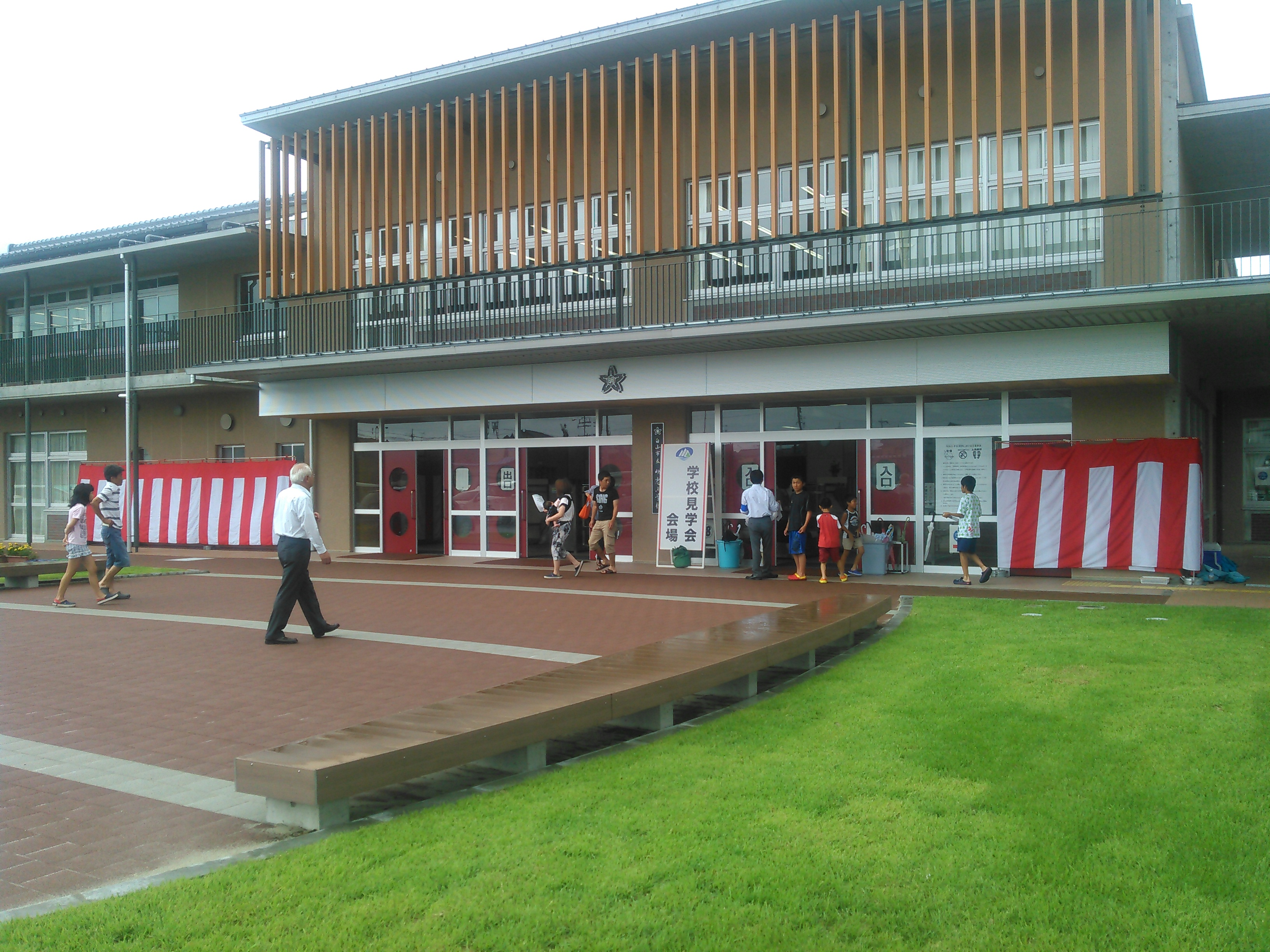
学校見学会
（2014年8月 撮影）

  - 11月3日 - 校舎起工式を建設予定地で開催[8][10]。
- 1965年（昭和40年）
  - 6月26日 - 校名の募集が告知される[8][11]。
  - 11月3日 - 校名が「明光小学校」に決定[8][4]。
- 1966年（昭和41年）
  - 2月 - 校舎ならびにプールが完成[8][12]。
  - 3月1日 - 校名を「鶴来町立明光小学校」と改める[8]。
  - 4月5日 - 入校式を挙行[8][13]。
  - 6月25日 - プール竣工[8]。
- 1972年（昭和47年）
  - 8月14日 - 明光音頭が完成し、発表会が開かれた[8][14]。
- 1973年（昭和48年）
  - 11月 - 学校開設100周年、明光小学校創立10周年記念式を体育館で挙行[8]。
- 1974年（昭和49年）
  - 7月 - 手取川ダムの着工に伴い、尾口村深瀬地区及び白峰村桑島地区からの立退き移転者の転居が始まり、児童が約150名増加する。
同じ時期に名鉄森島団地、東森島町、明光3・4丁目、日向団地、七原新町、坂尻団地などの金沢郊外宅地開発で転居者（児童）が急増。
- 1975年（昭和50年）
  - 8月 - 町村合併20周年記年事業の一環で、明光音頭のレコードを頒布[15]。
  - 10月 - 新校舎増築に着手[8]。
- 1976年（昭和51年）
  - 9月 - 新校舎増築（普通教室8、特別教室、保健室）、スクールバス車庫（２代目）完成[8]。
- 1978年（昭和53年）
  - 県営富光寺団地の入居開始、新森島台、集落隣接地（春ノ木新町、中ノ郷新町）の宅地開発などで転居者（児童）が急増。
- 1980年（昭和55年）
  - 2月 - 明光第2小学校（現・広陽小学校）の建設委員会設立[8][16]。
  - 3月 - 児童の急激な増加に対応するため、プレハブ校舎を新校舎横（西側）へ4教室分（普通教室3、工作室）増設[8]。
  - 7月 - 明光第2小学校の工事着工[8][16]。
- 1981年（昭和56年）
  - 3月 - さらなる児童の急激な増加に対応するため、追加のプレハブ校舎を前年のプレハブ校舎の北側へ2教室分（普通教室2）増設[8]。
  - 7月 - 明光第2小学校の校名が「広陽小学校」に決定[8][16]。
- 1982年（昭和57年）
  - 2月 - 広陽小学校の校校舎（第1期分）完成[8][16]。
  - 4月 - 広陽小学校が本校から分離開校[8][17]。
- 1983年（昭和58年）
  - 11月5日 - 明光小学校創設20周年記念式を体育館で挙行[8]。
- 1986年（昭和61年）
  - 8月 - 大規模改修（体育館の床板張替え）[8]。
- 1988年（昭和63年）
  - 8月 - 大規模改修（旧校舎の外装塗り替え）[8]。
- 1991年（平成3年）
  - 9月 - 第2体育館ならびに旧校舎からの渡り廊下が完成。
- 1993年（平成5年）
  - 11月 - 明光小学校30周年記念式を第2体育館で挙行[8]。
- 1997年（平成9年）
  - 8月 - パソコン教室設置[8]。
- 2003年（平成15年）
  - 11月 - 明光小学校40周年記念式典を第2体育館で挙行[8]。
- 2005年（平成17年）
  - 2月1日 - 白山市誕生により白山市立明光小学校と改称、校章を変更[8]。
  - 4月 - 文科省学力向上拠点形成事業指定（3年間）[8]。
- 2013年（平成25年）
  - 2月1日 - 校舎建替え事業として現校舎の一部解体に着手（旧体育館）[8]。
  - 6月 - 校舎新築 起工式[8]。
- 2014年（平成26年）
  - 7月1日 - 新グラウンド完成[8]。
  - 7月18日 - 第1期工事（教室棟）完成、9月より利用開始[8]。
  - 7月19日 - 校舎お別れ会をPTA行事として開催[8]。
  - 7月21日～31日 - 学校備品運搬
  - 8月1日 - 旧校舎（1966年完成分、1976年増築分）の解体工事に着手[8]。
  - 10月 - 明光小学校創立50周年記念式をクレインにて挙行[8]。
- 2015年（平成27年）
  - 7月 - 校舎二期工事（ランチルーム・第1体育館・音楽室・保健室など）完成、竣工式[8]。
  - 11月 - いしかわ道徳教育推進事業道徳推進校研究発表[8]。
- 2016年（平成28年）
  - 1月 - 文部科学省訪問[8]。
  - 3月 - 第2体育館改修[8]。
- 2017年（平成29年）
  - 3月 - 文部科学省訪問[8]。
  - 10月 - 東海北陸音楽教育研究大会石川県代表発表[8]。

## 通学区域
小柳町、明光一～四丁目、日御子町、森島町、井口町、大竹町、明法島町、明島町（ただし、明島台町区域を除く。）、坂尻町（ただし、イ地番のみ。）、道法寺町（ただし、明光一丁目区域のみ。）、明法島町、知気寺町（ただし、明光四丁目区域のみ。）、日向町（ただし、七原新町区域を除く。）、七原町（ただし、日向団地区域のみ。）

## 著名な卒業生
- 森下純平 - 柔道選手

## 交通
- 北陸鉄道 石川線 井口駅徒歩10分。
- 国道157号鶴来バイパス井ノ口町北交差点から東へ300m。